# Olympische Sommerspiele 1952/Teilnehmer (Indonesien)
| Gelbes Symbol für Goldmedaillen mit stilisierten Olympischen Ringen | Graues Symbol für Silbermedaillen mit stilisierten Olympischen Ringen | Braundes Symbol für Bronzemedaillen mit stilisierten Olympischen Ringen |
| ------------------------------------------------------------------- | --------------------------------------------------------------------- | ----------------------------------------------------------------------- |
| —                                                                   | —                                                                     | —                                                                       |

Indonesien nahm an den Olympischen Sommerspielen 1952 in der finnischen Hauptstadt Helsinki mit drei Sportlern teil.
Es war die erste Teilnahme eines indonesischen Teams an Olympischen Sommerspielen.

## Teilnehmer nach Sportarten

### Gewichtheben
Leichtgewicht (bis 67,5 kg)
- Thio Ging Hwie (66,75 kg)
Gesamt: 327,5 kg, Rang 8
Militärpresse: 97,5 kg / 102,5 kg / 105,0 kg
Reißen: 87,5 kg / 92,5 kg / 92,5 kg
Stoßen: 120,0 kg / 125,0 kg / 130,0 kg

### Leichtathletik
Hochsprung
- Maram Sudarmodjo
Qualifikation, Gruppe B: mit einer übersprungenen Höhe von 1,87 m (Rang) für das Finale qualifiziert
Finale: 1,80 m, Rang 20
1,80 m: o
1,90 m: xxx

### Schwimmen
200 m Brust
- Habib Suharko
Vorläufe: in Lauf 5 (Rang 5) mit 2:51,3 min nicht für die Halbfinalläufe qualifiziert